# 719
El 719 (DCCXIX) fou un any comú començat en diumenge del calendari julià.

## Esdeveniments
- L'anglosaxó Willibald inicia el seu pelegrinatge a Jerusalem.[1]
- Lex alemannorum, codi de lleis alemàniques
- L'església de Núbia passa a dependre del culte copte
- Invasió sarraïna d'Arbuna (Narbone) per As-Samh ibn Màlik al-Khawlaní.